# Li Yan (shorttrackster)
Li Yan (Dalian, 8 september 1968) is een Chinees voormalig shorttrackster.

## Biografie
Yan groeide op in een militaire familie, in het noorden van China. Op de openlucht ijsbaan leerde ze schaatsen.
Op de Olympische Winterspelen 1988 was shorttrack een demonstratiesport. Li won de 1000 meter, werd derde op op 500 en 1500 meter en werd vijfde op de 3000 meter. Toen shorttrack op de Olympische Winterspelen 1992 in Albertville wel officieel was geworden deed ze mee en won de zilveren medaille op de 500 meter.
Op het wereldkampioenschap shorttrack was haar beste prestatie de tweede plaats in 1992. Het was China's eerste officiële shorttrackmedaille. Twee jaar later nam ze afscheid van de schaatssport.
Na haar loopbaan als topsportster werd ze in 2000 coach, eerst als bondscoach van Slowakije, daarna als clubcoach in Oostenrijk en daarna in de Verenigde Staten. In het World Prayer Center, een Chinese gemeente, maakte ze kennis met het christelijke geloof. In 2006 won Apolo Ohno onder haar een gouden medaille op de 500 meter. Hierna werd ze bondscoach van de Chinese nationale shorttrackselectie en in die functie begeleidde ze haar atleten naar tien medailles op de Winterspelen van 2010 en 2014.
- Gemeinsame Normdatei: 1250076897
- Virtual International Authority File: 80622411